# 俄羅斯的米哈伊爾·米哈伊羅維奇大公
米哈伊爾·米哈伊洛維奇大公（俄语：Михаил Михайлович，1861年10月16日—1929年4月26日）是俄羅斯沙皇尼古拉一世的一個孫子，羅曼諾夫王朝的眾多成員之一。他的父母是尼古拉一世的幼子米哈伊爾·尼古拉耶維奇大公以及巴登的塞西莉埃公主。

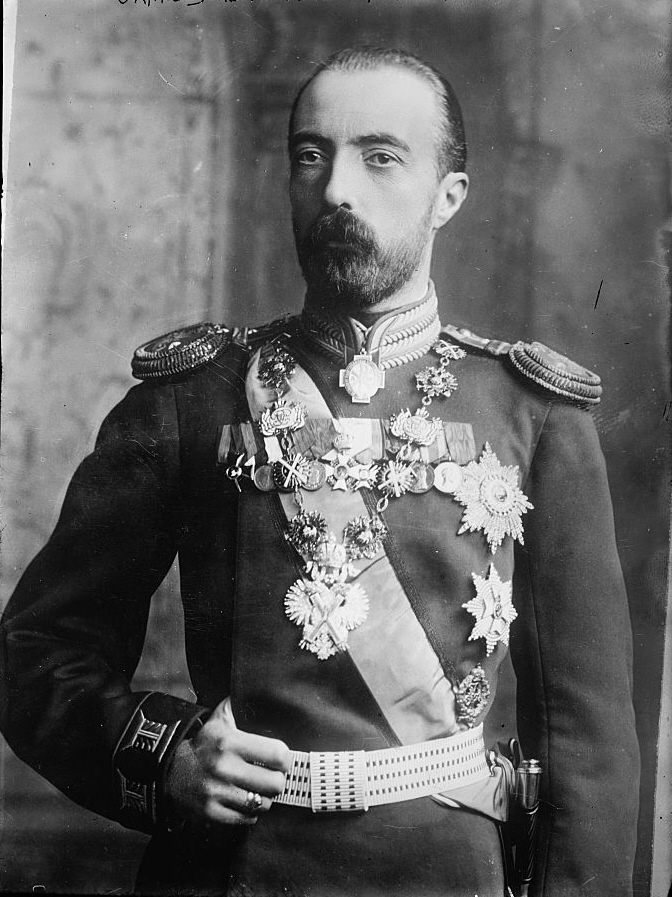
米哈伊爾·米哈伊洛維奇大公

1891年他與梅倫貝格的索菲結婚。索菲的父親是拿騷的尼庫勞斯·威廉，屬於拿騷家族的成員；索菲的母親是俄羅斯詩人兼劇作家亞歷山大·普希金的一個女兒。此婚姻屬於貴庶通婚，違反羅曼諾夫王朝的家族規範，米哈伊爾大公因此被革除軍階並流離國外。十月革命後他的三個兄弟被布爾什維克黨殺害，他因不在俄羅斯而倖免於難。他和索菲有三個子女，安娜斯塔西婭、娜傑達以及米哈伊爾。